# Alain Séchas
Alain Séchas, né en 1955 à Colombes (France), est un artiste contemporain français, dessinateur, peintre et sculpteur.

## Eléments biographiques
Né en 1955 à Colombes, il enseigne au lycée jusqu'à ce qu'il soit sélectionné pour occuper, en 1996, au Brésil, le pavillon français à la Biennale de São Paulo. Ses premières expositions personnelles se tiennent en 1983/1984. Il vit et travaille à Paris.
Il est connu notamment pour ses œuvres graphiques, peintures, sculptures et installations inspirées de la bande dessinée et ses personnages de chats. Ceux-ci lui permettent, d’une manière détournée, de dénoncer les travers humains.
À partir de 2008, son œuvre, exclusivement peinte, est dépourvue d’anecdote. Elle semble être inspirée des  Nymphéas de Claude Monet, du dripping de Jackson Pollock ou des vibrations colorées de Joan Mitchell.

## Expositions personnelles
- 2002 : Les somnambules, Chapelle Saint-Louis de la Salpêtrière, Paris (17 octobre - 3 novembre)[5].
- 2005 : Jurassic Pork II, Palais de Tokyo, Paris[3].
- 2024 : Je ne m’ennuie jamais…, BPS22, Charleroi[6].

## Expositions collectives
- 2000 : Animal figuré - Gilles Aillaud, Pascal Bernier, Balthasar Burkhard, Henri Cueco, Barry Flanagan, Michel Four, Claude et François-Xavier Lalanne, Andrew Mansfield, Max Neumann, Jean-Jacques Ostier, Alain Séchas, Ray Smith et William Wegman - Fondation d'art contemporain Daniel et Florence Guerlain, Les Mesnuls, avril-septembre 2000.
- 2022 : Musicanimale, œuvres, plastiques ou sonores de Bernie Krause, Tomás Saraceno, Alain Séchas, George Crumb, Yma Sumac, Meredith Monk, Julien Salaud, etc. - Philharmonie de Paris, Paris septembre 2022 - janvier 2023[7].

## Décorations
- Chevalier de l'ordre des Arts et des Lettres (2011)[8]